# Melormenis pallidicosta
Melormenis pallidicosta är en insektsart som först beskrevs av Walker 1858.  Melormenis pallidicosta ingår i släktet Melormenis och familjen Flatidae. Inga underarter finns listade i Catalogue of Life.